# ニュー・ジェネレーション映画
ニュー・ジェネレーション映画（New generation films/New-Gen cinema）は、インド・マラヤーラム語映画のムーブメント。2010年代初頭に生まれたムーブメントであり、新鮮で一風変わったテーマと新しい物語技法を特徴としている。このムーブメントの下で製作された映画は過去20年間（1990年代-2000年代）の映画とは一線を画し、マラヤーラム語映画において新たな潮流を生み出した。ニュー・ジェネレーション映画のスタイルは世界とインド国内の映画のトレンドに強く影響を受けているが、マラヤーリの生活様式や観念に根差した作りになっている。
ニュー・ジェネレーション映画の登場により、それまで停滞していたマラヤーラム語映画は復興を遂げたとされている。このムーブメントを牽引した映画製作者にはリスティン・スティーヴン、サダーナンダン・ランゴラート、サンドラ・トーマスが挙げられる。

## 映画の特徴

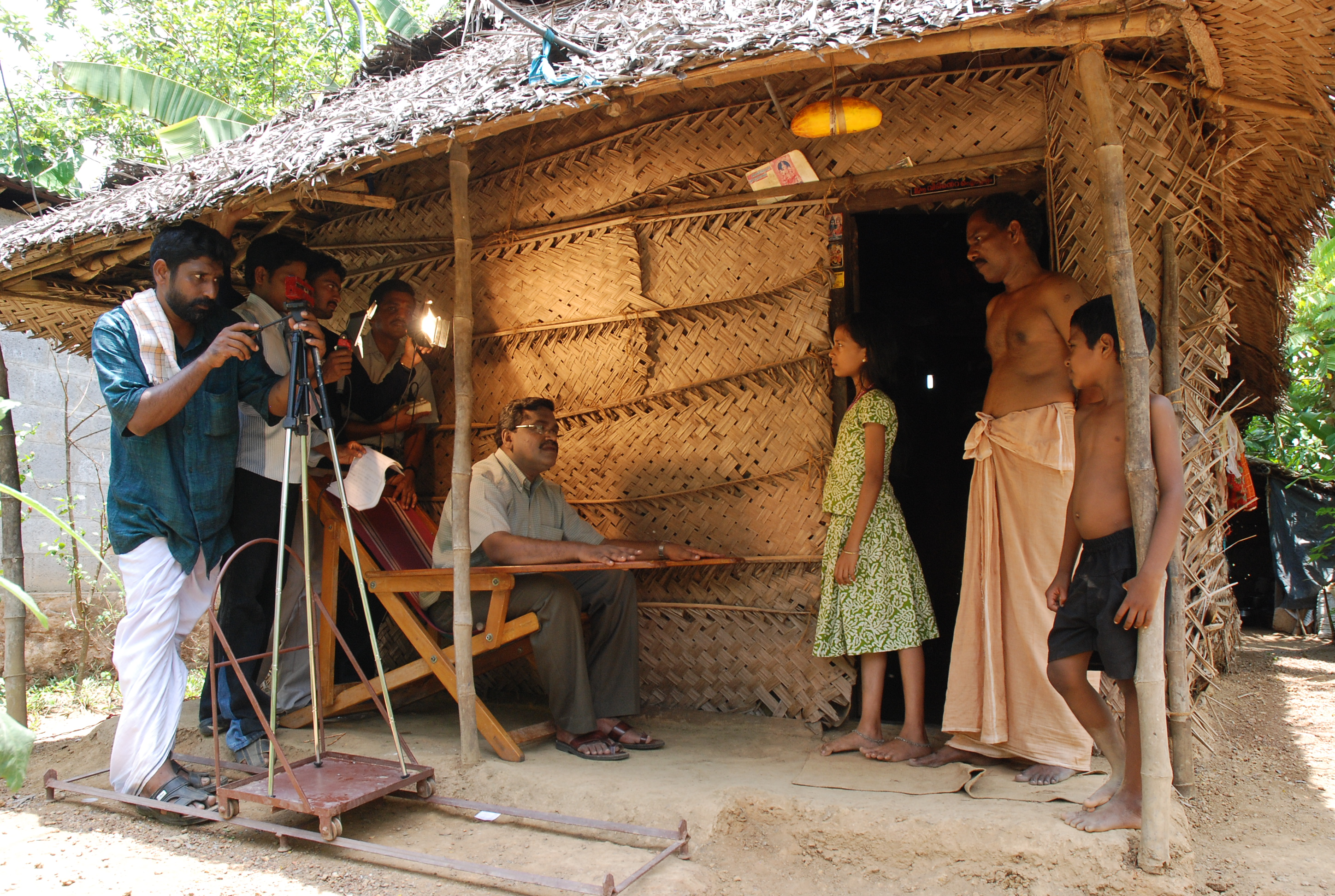
マラヤーラム語映画の撮影風景

ニュー・ジェネレーション映画登場以前のマラヤーラム語映画はヒンディー語映画やタミル語映画の人気に圧倒され、業界は一握りのスーパースター俳優の魅力と行政からの助成金・保護政策に依存する状態だった。こうした中、若手映画製作者を中心に現実的な物語や新人俳優の起用、都市部の中産階級を主人公にしたテーマを取り上げた「ポスト・スーパースター」映画が台頭した。これらの映画は国際社会やインド社会のトレンドから強い影響を受けていたが、映画の根底にはマラヤーリ社会の生活に根差したテーマが存在した。物語は偶然の出会い、または主人公の人生に大きな影響を与える予測不可能な事態に直面する場面から始まることが多く、これらは国際社会における金融資本主義がもたらす予測不可能な世界を反映していると指摘されている。同時に従来のマッチョイズム型、万能型のスーパースターが姿を消し、困難に直面して人生を翻弄される等身大の主人公が登場した。さらに注目される点として、男性以外のキャラクターを主人公にした映画が製作されるようになったことが挙げられ、男性の他に女性や性的少数者なども含まれていることが従来のマラヤーラム語映画と異なる点である。
ニュー・ジェネレーション映画1本当たりの製作費が2000万-3000万ルピーと比較的少額（一般的なマラヤーラム語映画1本当たりの製作費は6000万-8000万ルピー）なため、若手映画製作者による実験的な映画製作を行い易い環境が整えられている。ニュー・ジェネレーション映画ではティラカンが『ウスタード・ホテル』、プラタープ・K・ポテンが『Ayalum Njanum Thammil』での演技で注目を集め、『22 Female Kottayam』『Cocktail』『Beautiful』『Trivandrum Lodge』などの女性映画が登場した。これらの映画では女性主人公は自由奔放な開放的女性として描写されており、ニュー・ジェネレーション映画の支持者は女性描写の変化を「ジャスミン革命」と呼んでいるが、批評家B・アブバケールは「マルチプレックス革命」と呼び、「ニュー・ジェネレーション」と呼ぶに値しないと主張し、さらに「都市部の中産階級のみを消費者と見なして作られている」と指摘している。この他に「ニュー・ジェネレーション映画は外国映画のアイディアを取り入れたリメイクに過ぎない」という指摘もある。
一方、一部の映画製作者たちは1980年代にもパドマラージャンやバーラタンの監督映画を通してマラヤーラム語映画に変化が見られたと語っている。また、シビ・マライルやラジェシュ・ピラーイは「ニュー・ジェネレーション映画」という名称を用いることに否定的な考えを示している。ただし、ラジェシュ・ピラーイは「監督のアプローチは明らかに変化している。これはポジティブな傾向だ」と一定の評価をしている。

## スーパースター時代の終焉
ニュー・ジェネレーション映画の登場により、「スーパースター時代は終焉したのか」という議論が巻き起こった。1980年代のマラヤーラム語映画ではスーパースターが実質的に映画を支配するほどの影響力を有しており、彼らの存在が実験的な映画製作の試みに対する圧力になっていたとされている。ニュー・ジェネレーション映画ではスーパースター中心の映画から脚本中心の映画にシフトしたことで、脚本に支えられた新人俳優が活躍する土壌が作られた。こうした流れを受け、マラヤーラム語映画における芸術映画と商業映画の境界が狭まり、同映画産業は1980年代の黄金時代以来の隆盛を迎えたとされている。ラジェシュ・ピラーイは「最近の映画製作者はスター俳優を中心としないテーマを構築している。彼らには実験的な映画を作る自由が増えた」と指摘している。
一方、T・K・ラジーヴ・クマールはこうした意見に否定的であり、「スーパースターがフレッシュなテーマに順応する準備ができているなら、彼らは劇場に観客を惹きつけることができます。しかし、新しい映画製作者たちは俳優のスター性を活用しないテーマを考え出しています。従って、俳優たちはスター性に関係なく、そのような映画に出演する準備を整えておくべきです」と語っている。

## ニュー・ジェネレーション映画の人材
ニュー・ジェネレーション映画の映画製作者は若手の監督が大勢を占めている。マラヤーラム語映画で最も有望な監督の一人であるアーシク・アブは、複数のニュー・ジェネレーション映画を興行的な成功に導いた。俳優・プロデューサーのジャヤスーリヤは『Cocktail』で演技を高く評価され、ニュー・ジェネレーション映画俳優として知られるようになった。作家・脚本家のアヌープ・メーノーンもニュー・ジェネレーション映画俳優として知られ、この他に著名な俳優としてプラタープ・K・ポテン、ティニー・トム、ニヴィン・ポーリー、ドゥルカル・サルマーン、ファハド・ファーシル、ティラカン、ムラリ・ゴーピー、リマ・カリンガル、アン・オーガスティン、レミャ・ナンビーサン、ハニー・ローズが挙げられる。著名な映画製作者にはジョモン・T・ジョン、シュージュー・ハーリド、プラディープ・ナーイル、マドゥー・ニーラカンダン、シェナード・ジャラール、アマル・ニーラド、ドン・マックス、ヴィヴェーク・ハルシャン、アジットクマール、マヘーシュ・ナラヤナンが挙げられる。